# Saison 2007-2008 des FAR de Rabat
Maillots
Chronologie
Saison précédente Saison suivante
La saison 2007-2008 des FAR de Rabat est la cinquantième de l'histoire du club. Elle débute alors que les militaires sont arrivés second dans le championnat marocain lors de la saison précédente. Mustapha Madih commence sa première saison en tant qu'entraîneur des FAR de Rabat et a pour objectif de remporter le championnat. Le club est par ailleurs engagé en Ligue des champions de la CAF et dans la coupe du Trône.
Pour effectuer cette saison avec succès, les FAR de Rabat lancent une campagne de recrutement lors du mercato d'été 2007. Alors que dans le mercato d'hiver 2008, les militaires achètent quelques joueurs bien que la plupart des négociations lors ce mercato ont compté pour l'échange de joueur et ont également négocié la vente de plusieurs joueurs tout comme lors du mercato estival.
Finalement, l'AS FAR remporte la coupe du Trône et se voit sacrée championnat du Maroc pour la douzième fois de son histoire. L'équipe est également éliminée dès le premier tour contre le Sporting Clube da Praia lors de la ligue des champions de la CAF. Le bilan en championnat s'est terminé favorable aux FAR de Rabat, sur 30 match joués, ils en gagnent 14, en perdent 5 et cèdent 11 nuls pour 36 buts marqués et 26 encaissés.

## Avant-saison

### Transferts

#### Été

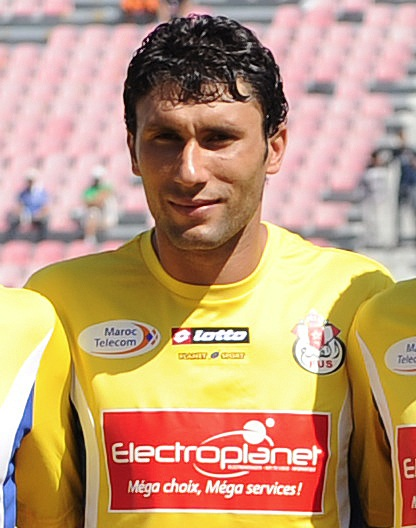
Brahim El Bahri quitte l'équipe pour rejoindre Le Mans Football Club.

Le mercato d'été débute tout d'abord par le recrutement d'un nouvel entraîneur. C'est Mustapha Madih qui succède à Jaouad Milani en juillet 2007. Mustapha Madih avait fait briller la saison dernière l'Olympique de Khouribga en remportant le championnat.
Lors de ce mercato, un recrutement actif est opéré par le club, les FAR de Rabat tentent de renforcer l’effectif du club. Tarik Merzouk provenant du KAC de Kénitra, et Mohammed El Mrini qui lui vient du CODM de Meknès, sont recrutés lors de ce mercato. D'autres joueurs tels que Jawad Akadar provenant de l'équipe libyenne d'Al Ahly Tripoli, Youssef El Basri qui évoluait la saison dernière au Racing de Casablanca, El Mehdi El Bassil évoluant à l'Union de Touarga et Abderrahmane Mssassi du Maghreb de Fès sont recrutés en juillet. Mehdi Azim, Imad Omari, Mohssen Alkhiati et Mohamed Guemrini rejoignent également le club durant ce mercato,.
Pour ce qui est des joueurs revenant d'un prêt, Yassine Safsafi, qui avait été prêté à l'olympique de Safi, est de retour. Les deux coéquipiers Mustapha Allaoui et Issam Erraki sont également de retour d'un prêt après une expérience au club émirati d'Al-Khaleej. Ahmed Ajeddou qui avait été prêté à un club qatari et aussi de retour pour cette saison,.
Le club enregistre les départs de cinq joueurs, Youssef Rabeh qui quitte le club militaire au profit du club bulgare du PFK Levski Sofia le 29 juillet, il aurait rejoint la formation bulgare pour un montant de 700 000 euros soit 220 000 de plus qu’envisageait le PFK Levski Sofia pour ce joueur qui est le capitaine de l'équipe national marocaine,. Brahim El Bahri rejoint la formation française du Mans le 16 juillet, Khalid El Hirech est lui transféré au Kawkab de Marrakech le 21 juillet, Nassreddine Traina tente une aventure européenne à Manchester City mais il ne réussit pas à s'imposer et à rejoindre l'équipe première puis Mohammed Lansri rejoint les safiotes de l'Olympique de Safi en juillet 2007.

#### Hivernal

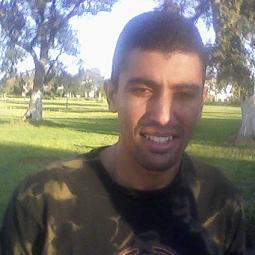
Mourad Fellah rejoint le club lors du mercato d'Hiver en provenance du Wydad de Casablanca.

Durant le mercato hivernal, le club avec l'accord de l'entraîneur Mustapha Madih engageront plusieurs grands joueurs tels que Mourad Fellah, Hamid Nater, Abderazzak Lemnasfi, Mohamed Amine Kabli et El Mahdi Kharmaj.
Mais au cours du recrutement de Mourad Fellah, joueur qui évoluait au Wydad de Casablanca, les dirigeants de ce club affirmaient qu'ils étudieraient toutes les offres possibles pour la vente du joueur. De plus, vendre un tel joueur à un club étant un concurrent direct à la course au titre de champion retarde les négociations. Pour le Wydad, les militaires doivent pour se payer les services de Mourad Fellah payer au-delà du million et demi de dirhams. Le Wydad de Casablanca n'a jamais été pour ces négociations mais Mourad Fellah n'a jamais voulu rester si longtemps dans le club et finalement les négociations se terminent par le transfert du joueur en janvier 2008,.

## Saison

### Parcours en championnat

#### Début de la domination - Journées 1 à 10
La saison 2007-2008 du championnat du Maroc commence à partir du 21 septembre mais pour les militaires de Rabat, elle débute le 24 septembre. Les FAR de Rabat commencent donc le championnat à domicile face au deuxième plus grand club de Rabat, le FUS de Rabat. Ce match est présenté comme le derby de Rabat puisqu'il oppose les deux meilleurs clubs de la capitale. Une victoire des FAR serait un très bon début pour les militaires, pour le FUS aussi. Ce match s'est terminé par une victoire des FAR de Rabat sur le score d'un but à zéro grâce à une réalisation de Jawad Akadar dans la 84e minute, au Complexe Sportif Moulay Abdallah qui accueille les deux clubs,,. Cette victoire place les FAR de Rabat 4e tandis que le FUS de Rabat démarre très mal la saison et est classé dernier à la suite de cette défaite. Jawad Akadar est donc le tout premier buteur dans le championnat des FAR de Rabat. Le FUS de Rabat venait juste d'être promu en première division après une saison 2006-2007 qui s'est terminée par une 1re place en seconde division.
Le second match, les oppose au Difaâ d'El Jadida, à l'extérieur au Stade Ben Ahmed El Abdi à El Jadida. Le Difaâ d'El Jadida qui avait fait un match nul avec l'olympique de Safi lors de la première journée et qui s'était classé à la septième place en égalité avec six autres clubs doit remporter ce match pour ne pas tomber dans le fond du classement. Le match a lieu le 29 septembre et se termine par une défaite sur le score d'un but à zéro, le but de l'équipe adverse est marqué par Abdellah Lehwa lors de la 65e minute,. Après cette défaite, les FAR de Rabat perdent leur place de 4e et descendent à la 6e place alors que le Difaâ d'El Jadida se classe 4e.
Lors de la troisième journée qui s'est jouée au Complexe Sportif Moulay Abdallah face au Kawkab de Marrakech le 7 octobre, les FAR de Rabat remportent la rencontre sur le score de deux buts à un grâce à des réalisations de Jawad Akadar lors de la 19e minute et de Jawad Ouaddouch lors de la 22e minute. Jawad Akadar marque son second but de la saison et Jawad Ouaddouch lui marque le tout premier, le but marqué par le Kawkab de Marrakech est inscrit par Youssef Mariana à la 63e minute de jeu soit 41 minutes après le second but des FAR inscrit par Jawad Ouaddouch,. Les FAR de Rabat reprennent leur place de 4e de la première journée perdu à la suite de la défaite du second match de championnat.
La journée suivante, les militaires se déplacent à Meknès pour affronter le CODM de Meknès. Le CODM de Meknès était avant ce match classé 14e et faisait partie des trois clubs relégables en seconde division alors que les FAR de Rabat étaient sixième. Ce match se termine par une écrasante victoire des militaires sur le score de 3-0 bien que le match se soit joué à l’extérieur. Jawad Akadar marque le premier but à la 21e minute et Jawad Ouaddouch lui, signe ensuite un doublé dans les 34e et 40e minutes de jeu. Après ce match, les militaires prennent la tête du classement avec deux points d'avances sur le Moghreb de Tétouan.
Contre le Mouloudia Club d'Oujda, les militaires gagnent le match avec beaucoup de difficulté lorsque Mustapha Allaoui inscrit le but de la victoire dans les dernières minutes d'une tête lors d'un coup franc bien que ce match se soit joué à domicile,. Cette victoire permet aux FAR de Rabat d'être toujours à la tête du classement.
Dans la 6e journée, les FAR de Rabat affrontent le Raja de Casablanca l'un de ses plus grands ennemis lors d'un match joué à huis clos à la suite du comportement de certains supporteurs du Raja lors du derby de Casablanca dans le cadre des quarts de finale de la coupe du Trône 2006-2007,. Le match sera ainsi le seul de l'histoire opposant les deux clubs dans un stade vide. Il représente donc aussi une rivalité géographique et sportive puisque Rabat et Casablanca font partie des plus grandes villes du Maroc et sont deux des plus grands clubs marocains de l'histoire. Le Raja de Casablanca qui n'a remporté qu'une seule victoire en cherche une autre pour cette saison puisque depuis 5 journée, il a concédé 1 défaite, 4 nuls mais a remporté lors de la 5e journée face à l'Olympique de Safi son tout premier match de championnat. Le Raja de Casablanca qui avait perdu son match de coupe contre le Wydad de Casablanca sur le score de deux buts à zéro le 20 octobre 2007 affronte ceux qui ont battu le Wydad de Casablanca en demi-finale de la coupe du Trône le 3 novembre 2007,.

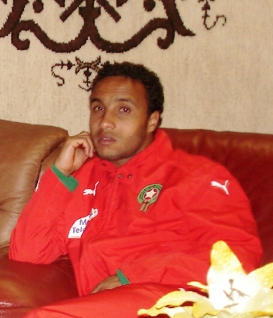
Issam Erraki inscrit le premier but lors de la 7e journée face à l'Olympique de Safi.

Le match se déroule à El Jadida et non à Casablanca et finalement, il se termine sur un nul par un but partout,. Après une réalisation de Hassan Taïr à la 24e minute, les FAR de Rabat réagissent deux minutes plus tard et égalisent grâce à un but de Jawad Ouaddouch. Cette rencontre s'agit ainsi de la 96e rencontre en championnat entre ces deux clubs.
Pour la 7e journée, les FAR de Rabat accueillent le Moghreb de Tétouan, les militaires remporteront le match avec beaucoup de difficultés par trois buts à deux. Tout d'abord, dès la 20e minute Issam Erraki ouvre le score pour les militaires, ensuite quelques minutes plus tard Mohamed Amine Kabli égalise à la 24e minute. Dix minutes après, Abderrazak El Mnasfi marquera le second but pour le Moghreb de Tétouan avant que Jawad Ouaddouch n'égalise puis mène son club vers la victoire.
Ensuite le match pour la 8e journée sera déplacé et les militaires devront attendre une semaine avant de pouvoir disputer un match de championnat pour le compte de la 9e journée face à l'Ittihad Khémisset le 2 décembre 2007 à Rabat. Cette rencontre se terminera par une victoire des FAR de Rabat sur le score d'un but à zéro bien qu'à partir de la 25e minute, Abderrahmane Mssassi se soit pris un carton rouge mais finalement Abdellah Belbakri, joueur de l'Ittihad Khémisset, reçoit lui aussi dès la 48e minute un carton rouge. C'est Jawad Akadar qui sauvera son club et réussira à la 90e minute à ouvrir le score,,.
Dans le cadre de la 10e, les militaires se déplacent à Safi pour affronter l'Olympique de Safi dans le Stade El Massira. La rencontre a lieu le 8 décembre 2007. Kamal El Ouassil, joueur safiote, ouvre le score dès la 2e minute. À partir de la deuxième mi-temps, les FAR de Rabat réussissent à arracher le nul aux safiotes grâce à un but de Yassine Naoum à la 70eminute. Les militaires, malgré les vingt minutes restantes, ne réussiront pourtant pas à inscrire un second but,.
Pour le compte de la 8e journée qui avait été déplacé, les FAR affrontent les sahraouis de la jeunesse sportive El Massira de Laâyoune et font un match nul sans qu'aucune des deux équipes n'ait pu inscrire un but. Cette rencontre a eu lieu au Stade Sheikh-Mohamed-Laghdaf le 12 décembre 2007,. Après ces deux matchs, les militaires sont toujours en tête avec 21 points mais ont le même nombre de points que leur dauphin d'El Jadida qui néanmoins n'a pas la même différence de buts.

#### Petit relâchement puis série de rencontres sans défaites - Journées 11 à 15
Le 16 décembre 2007, dans le cadre de la 11e journée, les FAR affrontent à l’extérieur l'OCK dans son complexe sportif du Phosphate. Après une première mi-temps sans qu'aucun des deux clubs n'inscrit à moindre but, Hassan Souari inscrit un pénalty lors de la seconde mi-temps dans la 50e minute soit quelques minutes après le coup de sifflet de la deuxième mi-temps. Et pour finir Ibrahim Largou clot le match par un second but pour son club à la 81e minute,. À la suite de cette défaite, les militaires perdent leur place de 1er et deviennent 3e. Le Difaâ d'El Jadida et l'Ittihad Khémisset sont passés devant les FAR qui ont trois points à rattraper pour pouvoir égaler le premier actuel qu'est le Difaâ d'El Jadida qui dispose de 24 points alors que les militaires n'en ont que 21.
La réception du Maghreb de Fès est marquée par une rivalité entre deux des plus grands clubs marocains. Le match se joue à Rabat le 28 décembre 2007 et débute en fin d’après-midi. Il se termine par une victoire militaire sur le score de deux buts à un. Jawad Ouaddouch ouvre le score dès la 16e minute. Le Maghreb de Fès ne réussira pas à inscrire un seul but avant la seconde mi-temps. Ensuite c'est Jawad Akadar qui inscrit le second but dans la 62e minute pour les FAR avant que le Maghreb de Fès ne réduisent l'écart sans toutefois parvenir à arracher un nul,.
Les militaires affrontent la journée suivante le Wydad de Casablanca, club qui détient 11 titres tout comme les FAR. Cette rivalité opposant les deux équipes est l'un des trois classico marocain. Cette rencontre se termine par nul, aucun des deux clubs n'a réussi à inscrire le moindre but,.
Lors de la 14e journée, les FAR s'opposent au KAC de Kénitra qui avant le coup de sifflet de ce match était classé 7e dans le milieu du classement. La rencontre a eu lieu le 13 janvier 2008 à Rabat au complexe Moulay Abdellah. À partir de la 8e minute, El Mehdi El Bassil ouvre le score puis il est ensuite suivi lors de la 38e minute d'une réalisation de Jawad Ouaddouch,. La victoire dans cette journée permet aux FAR de prendre de l'avance devant ces poursuivants que sont l'Ittihad Khémisset et le Difaâ d'El Jadida tandis que le KAC de Kénitra qui était 7e baisse d'un rang.
Pour le dernier match de la phase aller, l'AS FAR se déplace à Agadir pour affronter le Hassania d'Agadir dans le stade Al Inbiâate. Après une victoire de l'AS FAR qui lui permet de prendre deux points d'avance sur ses poursuivants doit continuer sur ce rythme pour ne pas se faire rattraper. Cette derrière journée a lieu le 19 janvier 2008 en fin d'après-midi et se termine par une victoire des FAR par 2-0. Après une première mi-temps plutôt serrée, sans qu'aucun des deux clubs n'inscrit un seul but, les militaires ouvrent le score par l'intermédiaire d'Abderazzak Lemnasfi qui inscrit son premier but de la saison en championnat. Puis lors de la 80e minute, Issam Erraki inscrit un second but pour les FAR qui s'agit du 19e depuis le début du championnat,.
Ainsi, à l'issue du cycle aller, les FAR de Rabat sont premiers avec trente-et-un points obtenus grâce à neuf victoires à trois points, et quatre matchs nuls à un point. L'équipe militaire a marqué 19 buts et en a encaissé seulement 9. Les deux défaites qu'a encaissées l'AS FAR ne lui ont rapporté aucun point. Elle dispose également d'une des meilleurs attaques et défenses du championnat. Elle a aussi une différence de buts positive de dix points. Les militaires sont à seulement quatre points de leur dauphin, l'Olympique de Khouribga.
| Rang | Équipe                 | Pts | J  | G | N | P | Bp | Bc | Diff |
| ---- | ---------------------- | --- | -- | - | - | - | -- | -- | ---- |
| 1    | FAR de Rabat           | 31  | 15 | 9 | 4 | 2 | 19 | 9  | +10  |
| 2    | Olympique de Khouribga | 27  | 15 | 7 | 6 | 2 | 19 | 10 | +9   |
| 3    | Ittihad Khémisset      | 26  | 15 | 7 | 5 | 3 | 14 | 7  | +7   |
| 4    | Raja de Casablanca     | 26  | 15 | 7 | 5 | 3 | 14 | 8  | +6   |
| 5    | Difaâ d'El Jadida      | 26  | 15 | 7 | 5 | 3 | 14 | 11 | +3   |

#### Lutte pour la première place - Journées 16 à 24
Pour le compte de la première journée de la phase retour l'opposant au FUS de Rabat dans son stade et non dans le complexe Moulay Abdellah qu’accueille les deux équipes de Rabat. Dans ce second derby de Rabat de la saison, Les FAR s'imposent comme lors du match aller sur le score d'un but à zéro. L'unique but de la rencontre a été inscrit par Abderazzak Lemnasfi à la 85e minute,.
Après une défaite face au Difaâ d'El Jadida lors de la phase aller sur le score d'un but à zéro, les militaires ont l’occasion de prendre leur revanche mais les chevaliers de Doukkala ont encore surpris les militaires et ont réussi à s'imposer par un but à zéro bien que ce match se soit déroulé au complexe Moulay Abdellah de Rabat. Le but des verts a été marqué par Réda Ryahi à la 55e minute de jeu.
Lors de la journée suivante, les FAR affrontent le Kawkab de Marrakech à l'extérieur dans le stade El Harti. Cette rencontre prend rapidement un tournant puisqu'à partir de la 3e minute, le club de Marrakech ouvre le score par l’intermédiaire du brésilien Alex Wilton De Olivera mais les militaires réagissent six minutes plus tard grâce à un pénalty inscrit par Abderrazak El Mnasfi,.
Contre le CODM de Meknès, les FAR ne réussiront à marquer aucun but,, c'est pareil pour le CODM de Meknès alors que durant le match aller à Meknès, les FAR avaient écrasé le CODM sur le score de trois buts à zéro. Le match suivant, oppose le Mouloudia d'Oujda aux militaires. Cette rencontre s'est terminée par un nul de 2-2. Nicolas Ndione ouvre le score pour le CODM dès la 4e minute. La riposte militaire ne se fait pas attendre et les FAR réussissent à égaliser grâce à une réalisation de Omar Bendriss à la 30e minute. 1-1 à la mi-temps, les FAR continueront de pousser jusqu'à reprendre l'avantage du match grâce à un but marqué par El Mehdi El Bassil à la 49e minute soit après seulement quatre minutes du coup de sifflet de la seconde mi-temps. Trois minutes plus tard, le Sénégalais Amado Dialo permet à son club d'égaliser et d'empocher un point,.
Les FAR de Rabat doivent affronter lors de la journée suivante le Raja de Casablanca. Mais ce match va être déplacé en avril, ce qui fait que les militaires perdent la place de 1er à la suite des multiples matchs sans victoires. C'est l'Olympique de Khouribga qui succède aux militaires à la suite de sa victoire face au FUS de Rabat sur le score de deux buts à un. Les FAR continuent le championnat à partir de la semaine suivante après une semaine où ils ne purent jouer. Ils disputent donc la 22e journée en sautant la 21e face au MAT le 15 mars 2008. Cette rencontre se termine par un nul et score vierge sur le score de zéro partout,.
Six jours plus tard, les FAR accueillent la jeunesse sportive El Massira dans le cadre de la 23e journée. Les militaires concèdent un autre match nul à domicile sur le score d'un but partout. Lors de la première mi-temps, aucune des deux formations réussit à ouvrir le score. Mais lors de la 55e minute, Abderrazak El Mnasfi inscrit le premier but de la rencontre. Alors qu'on croyait à une victoire des militaires, le club de Laâyoune arrache le match nul grâce à un but marqué dans les dernières minutes par Reda Sakim,.
Le 30 mars 2008, les FAR affrontent pour le compte de la 24e journée l'Ittihad Khémisset à l'extérieur. Alors que le militaires sont toujours les dauphins de l'Olympique de Khouribga, ils réussissent à remporter une victoire après cinq matchs sans aucune victoire. Jawad Akadar ouvre le score pour les FAR à la 25e minute. Les FAR mènent 1-0 à la mi-temps. Mais les zemmouris égalisent après environ une vingtaine de minutes du coup de sifflet de la seconde mi-temps. Le but de l'Ittihad Khémisset a été marqué par Hicham El Fatihi à la 67e minute. Mais les militaires n'ont pas dit leurs derniers mots, ils réussissent à reprendre l'avantage grâce à un pénalty marqué par l'incontournable buteur Abderrazak El Mnasfi dans la 83e minute,. Cette victoire permet aux FAR de Rabat de reprendre la tête du classement bien qu'ils ont un match de retard face au Raja de Casablanca avec 42 points sans compter le match de retard contre l'équipe casablancaise. L'Olympique de Khouribga poursuit toujours les militaires avec ses 40 points.
Les militaires jouent ensuite le match qui avait été déplacé en mars le 9 avril 2008. Le Raja de Casablanca est confiant après une victoire l'opposant à son rival qu'est le Wydad de Casablanca. Lors de ce derby casablancais, les verts ont battu le Wydad sur le score d'un but à zéro. Pour les FAR c'est une autre chose, puisqu'une nouvelle victoire viennent de leur échapper des mains à cause du but encaissé face à la jeunesse sportive El Massira dans la 90e minute de jeu. Mais finalement, la rencontre se termine par un nul où aucun des deux clubs n'ont réussi à marquer,. À la suite de ce match de rattrapage, l'équipe des FAR décroche un point en plus et disposent de 43 points,.

#### Dernière ligne droite - Journées 25 à 30
Les FAR de Rabat, confiants après avoir repris la tête du classement, ne continueront pas sur cette lancée puisqu'ils sont défaits par l'Olympique de Safi alors que celui-ci joue à l’extérieur le 13 avril 2008. Boris Landry Kabi ouvre le score à la fin de la première mi-temps, puis quelques minutes après le début de la seconde mi-temps il inscrit un second but dans la 54e minute de jeu. Les FAR réussissent plus tard à réduire l'écart par l'intermédiaire d'Abderrahmane Mssassi sur pénalty. Mais Mohammed Lansri marque ensuite le troisième but pour les Safiotes et frappe d'un coup dur l'espoir des militaires pour l'égalisation,,. La défaite face aux Safiotes a réduit l'écart que possédait les FAR à ces poursuivants. Son nouveau dauphin l'Ittihad Khémisset qui est passé devant l'Olympique de Khouribga grâce à sa victoire face au Maghreb de Fès sur le score de deux buts à un alors que l'olympique de Khouribga a cédé un nul à domicile face au Kawkab de Marrakech par un but partout. L'Ittihad Khémisset est donc à un point de moins que le leader du championnat alors que l'olympique de Khouribga qui est maintenant 3e a deux points de moins que les FAR de Rabat.
Le 19 avril 2008, les FAR affrontent l'olympique de Khouribga qui est l'un des concurrents direct à la course au titre de champion. Les phosphatier de Khouribga disposent de 41 points alors que les FAR de Rabat en possèdent 43. Ce match sera décisif puisqu'une victoire du club de Khouribga ferait directement perdre la place de leader aux militaires. Mais finalement, les FAR réussissent à relever ce défi et à remporter la rencontre par deux buts à un. Les buteurs de la rencontre du côté des FAR sont Mustapha Allaoui qui ouvre le score à la 32e minute puis Abderrahmane Mssassi qui agrandi l'écart sur pénalty à la 55e minute et du côté des phosphatiers, l'unique buteur est Redouane Baqlal qui sauve l'honneur de son équipe vers les dernières minutes de la rencontre,,.
Pour la 27e journée, les FAR se déplacent à Fès dans le complexe sportif de la ville le 26 avril 2008. Ils doivent ainsi affronter l'équipe local qu'est le Maghreb de Fès. Cette même équipe sort d'une défaite lors de la journée précédente face à l'olympique de Safi au cours duquel les safiotes remportent le match sur le score d'un but à zéro. Le Maghreb de Fès est donc classé 11e avant le début de la 27e journée. Les FAR ouvrent le score dans ce match grâce à une réalisation de Youssef Kaddioui à la 77e minute qui inscrit son tout premier but lors de la saison. Puis il est suivi vers la fin du match d'un but d'Issam Erraki,,. Avec cette victoire de deux buts à zéro, les FAR reprennent de l'avance sur l'Ittihad Khémisset qui a maintenant trois points de moins que les militaires.

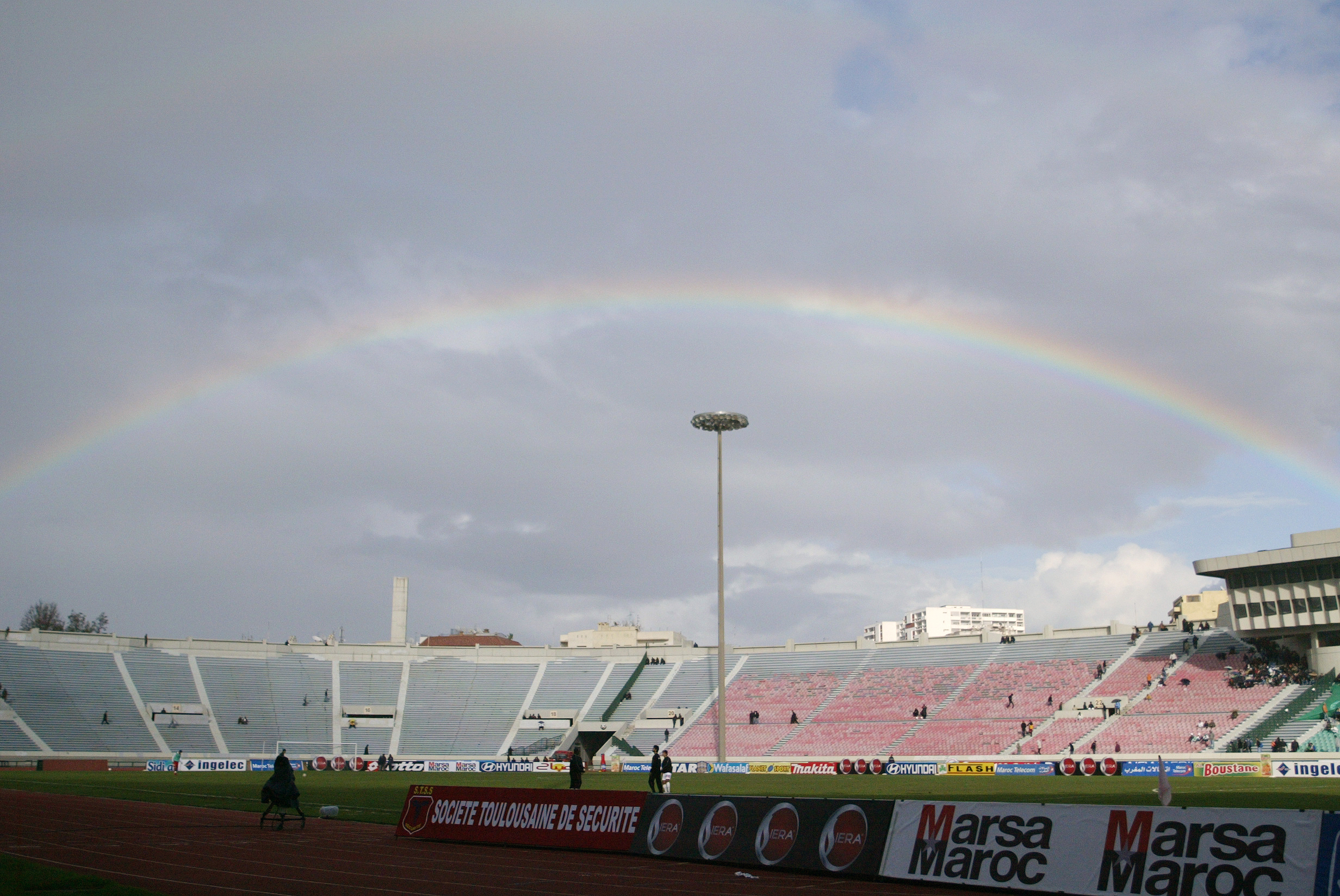
Stade Mohamed V, c'est dans ce stade qu'a eu lieu l'un des classico marocain entre les FAR de Rabat et le Wydad de Casablanca s'agissant du les deux équipes en championnat.

Le 1er juin 2008, après un mois sans aucune rencontres en championnat, les FAR affrontent dans le cadre d'un des classicos marocains, le Wydad de Casablanca. Lors du match aller les opposant, aucune des deux équipes n'a réussi à marquer. Les rouges étaient placés 8e à la 27e journée après un nul lors du dernier match. La rencontre tourne rapidement à l'avantage des wydadis qui inscrivent deux buts à la première mi-temps, tous deux inscrits par Mustapha Bidoudane. 2-0 à la mi-temps, les FAR réduiront l'écart à la 90e minute par l’intermédiaire d'Omar Bendriss,,. Cette rencontre s'agit du 96e classico opposant les deux équipes en championnat.
Trois jours plus tard, au cours de la 29e journée, les militaires affrontent le KAC de Kénitra au stade municipal de Kénitra le 4 juin 2008. Au cours du match aller, les FAR remportèrent une victoire face au club de Kénitra sur le score de deux buts à zéro. Mais cette rencontre va se jouer devant le public du KAC et donc va compliquer la tâche aux FAR. La première mi-temps qui fut très serrée ne verra aucun des deux clubs marquer un but. Mais lors de la seconde mi-temps, Ahmed Ouali Alami inscrit le premier but pour le KAC dans la 62e minute mais finalement les FAR arracheront le nul grâce à une réalisation de Noureddine Kacemi à la 84e minute,,.
Malgré ce nul, l'AS FAR est toujours en tête du championnat avec cinquante points soit trois de plus que son dauphin, l'Ittihad Khémisset. Pour l'AS FAR, une défaite pourrait lui faire perdre son titre de champion. En cas de match nul, les militaires seront directement champion de la première division du Maroc. Pour l'Ittihad Khémisset, une défaite des FAR et obligatoire ainsi qu'une victoire pour cette dernière journée d'au moins 1-0 puisqu'à la 29e journée, les deux concurrents directs au titre ont la même différence de buts.
Pour la dernière journée de championnat, l'équipe militaire de Rabat accueille le Hassania d'Agadir dans une rencontre décisive où une défaite peut entrainer la perte de la première place malgré trois points d'avance sur l'Ittihad Khémisset. Cette dernière journée a lieu le 8 juin 2008 et tourne très rapidement à l'avantage des FAR puisqu'il remporte le match le match sur le score de 3-1. Abderrazak El Mnasfi ouvre le score à la 6e minute, ensuite Omar Bendriss marque le second but de la rencontre et des FAR. Les FAR mènent 2-0 à la mi-temps avant que Abderrazak El Mnasfi inscrit le troisième de la rencontre et réalise donc un doublé dans ce match. Le Hassania d'Agadir réussira à la 81e à inscrire un unique but par l’intermédiaire de Khalid Chakour,,.
Cette victoire permet à l'AS FAR de remporter son douzième titre de champion du Maroc ce qui lui permet de distancer le Wydad de Casablanca qui détient onze titres sans compter les titres avant l'indépendance du WAC qui ne sont pas comptabilisés. En étant détenteur du plus grand nombre de titres, l'AS FAR affirma sa supériorité dans le football marocain.

#### Calendrier en GNF 1
| Date              | Journée | Adversaire | Lieu                         | Score | Classement | Nombre de points |
| ----------------- | ------- | ---------- | ---------------------------- | ----- | ---------- | ---------------- |
| 23 septembre 2007 | J01     | FAR - FUS  | Complexe Moulay Abdellah     | 1-0   | 4e         | 3                |
| 29 septembre 2007 | J02     | DHJ - FAR  | Stade Ben-Ahmed-El-Abdi      | 1-0   | 6e         | 3                |
| 7 octobre 2007    | J03     | FAR - KACM | Complexe Moulay Abdellah     | 2-1   | 4e         | 6                |
| 20 octobre 2007   | J04     | CODM - FAR | Stade d'honneur de Meknès    | 0-3   | 1er        | 9                |
| 28 octobre 2007   | J05     | FAR - MCO  | Complexe Moulay Abdellah     | 1-0   | 1er        | 12               |
| 10 novembre 2007  | J06     | RCA - FAR  | Stade Ben-Ahmed-El-Abdi      | 1-1   | 1er        | 13               |
| 16 novembre 2007  | J07     | FAR - MAT  | Complexe Moulay Abdellah     | 3-2   | 1er        | 16               |
| 2 décembre 2007   | J09     | FAR - IZK  | Complexe Moulay Abdellah     | 1-0   | 1er        | 19               |
| 8 décembre 2007   | J10     | OCS - FAR  | Stade El Massira             | 1-1   | 1er        | 20               |
| 12 décembre 2007  | J08     | JSM - FAR  | Stade Sheikh-Mohamed-Laghdaf | 0-0   | 1er        | 21               |
| 16 décembre 2007  | J11     | OCK - FAR  | Complexe du Phosphate        | 2-0   | 3e         | 21               |
| 28 décembre 2007  | J12     | FAR - MAS  | Complexe Moulay Abdellah     | 2-1   | 1er        | 24               |
| 5 janvier 2008    | J13     | WAC - FAR  | Complexe Mohammed V          | 0-0   | 1er        | 25               |
| 13 janvier 2008   | J14     | FAR - KAC  | Complexe Moulay Abdellah     | 2-0   | 1er        | 28               |
| 19 janvier 2008   | J15     | HUSA - FAR | Stade Al Inbiâate            | 0-2   | 1er        | 31               |

| Date             | Journée | Adversaire | Lieu                       | Score | Classement | Nombre de points |
| ---------------- | ------- | ---------- | -------------------------- | ----- | ---------- | ---------------- |
| 27 janvier 2008  | J16     | FUS - FAR  | Stade du FUS               | 0-1   | 1er        | 34               |
| 1er février 2008 | J17     | FAR - DHJ  | Complexe Moulay Abdellah   | 0-1   | 1er        | 34               |
| 9 février 2008   | J18     | KACM - FAR | Stade El Harti             | 1-1   | 1er        | 35               |
| 20 février 2008  | J19     | FAR - CODM | Complexe Moulay Abdellah   | 0-0   | 1er        | 36               |
| 24 février 2008  | J20     | MCO - FAR  | Stade d'honneur d'Oujda    | 2-2   | 1er        | 37               |
| 15 mars 2008     | J22     | MAT - FAR  | Stade Saniat Rmel          | 0-0   | 2e         | 38               |
| 21 mars 2008     | J23     | FAR - JSM  | Complexe Moulay Abdellah   | 1-1   | 2e         | 39               |
| 30 mars 2008     | J24     | IZK - FAR  | Stade du 18-Novembre       | 1-2   | 1er        | 42               |
| 9 avril 2008     | J21     | FAR - RCA  | Complexe Moulay Abdellah   | 0-0   | 1er        | 43               |
| 13 avril 2008    | J25     | FAR - OCS  | Complexe Moulay Abdellah   | 1-3   | 1er        | 43               |
| 19 avril 2008    | J26     | FAR - OCK  | Complexe Moulay Abdellah   | 2-1   | 1er        | 46               |
| 26 avril 2008    | J27     | MAS - FAR  | Complexe de Fès            | 0-2   | 1er        | 49               |
| 1er juin 2008    | J28     | FAR - WAC  | Complexe Moulay Abdellah   | 1-2   | 1er        | 49               |
| 4 juin 2008      | J29     | KAC - FAR  | Stade municipal de Kénitra | 1-1   | 1er        | 50               |
| 8 juin 2008      | J30     | FAR - HUSA | Complexe Moulay Abdellah   | 3-1   | 1er        | 53               |

Légende :
- Victoire
- Match nul
- Défaite

Note : L'équipe indiquée en premier joue à domicile.

#### Classement final et statistiques
Les FAR de Rabat terminent le championnat à la première place avec 14 victoires, 11 matchs nuls et 5 défaites. Le club de Rabat est le seul avec l'Ittihad Khémisset à avoir connu autant de succès soit quatorze victoires et le seul à avoir subi si peu de revers lors du championnat avec seulement cinq défaites. Une victoire rapportant trois points et un match nul un point, l'AS FAR totalise 53 points soit trois de plus que son dauphin l'Ittihad Khémisset, et soit toutefois deux de moins que la saison dernière bien que lors de celle-ci, les militaires aient terminé à la place de vice-champion. Les FAR possèdent la meilleure attaque du championnat avec 36 buts marqués, et la meilleure différence de buts. Le club militaire est la meilleure formation à l'extérieur (23 points) mais un domicile, il est classé 5e avec 30 points soit quatre de moins que le Hassania d'Agadir. Sur les 30 journées du championnat, les FAR apparaissent 24 fois à la place de leader.
Les FAR sont qualifiés pour la phase de groupes de la Ligue des champions de la CAF 2009 accompagné de son dauphin, l'Ittihad Khémisset. Le Raja de Casablanca troisième, le Hassania d'Agadir quatrième et le Wydad de Casablanca par son statut de finaliste dans la ligue des champions arabe lors de l'édition précédente, sont qualifiés pour disputer l'édition 2008-2009 de la Ligue des champions arabe. Le Maghreb de Fès par son statut de finaliste de la coupe du Trône est qualifié pour disputer la coupe de la confédération 2009. La qualification pour disputer cette compétition revenait normalement au vainqueur de la coupe du Trône mais comme les FAR de Rabat ont réussi le doublé lors de cette saison, ils ont dû céder la place aux finalistes pour cette compétition mais vont disputer la Ligue des champions de la CAF 2009. Les deux clubs relégués en Botola 2 2008-2009 sont le FUS de Rabat qui lors de la saison dernière venait juste d’effectué la montée après avoir remporté le championnat de seconde division et le CODM de Meknès qui était présent dans l'élite depuis la saison 1994-1995 du championnat du Maroc durant laquelle le club de Meknès avait réussi à remporter le championnat.
| Rang | Équipe                     | Pts | J  | G  | N  | P  | Bp | Bc | Diff |
| ---- | -------------------------- | --- | -- | -- | -- | -- | -- | -- | ---- |
| 1    | FAR de Rabat (V) (CdT)     | 53  | 30 | 14 | 11 | 5  | 36 | 23 | +13  |
| 2    | Ittihad Khémisset          | 50  | 30 | 14 | 8  | 8  | 34 | 22 | +12  |
| 3    | Raja de Casablanca         | 48  | 30 | 12 | 12 | 6  | 32 | 23 | +9   |
| 4    | Hassania d'Agadir          | 46  | 30 | 11 | 13 | 6  | 23 | 14 | +9   |
| 5    | Difaâ d'El Jadida          | 46  | 30 | 12 | 10 | 8  | 29 | 26 | +3   |
| 6    | Olympique de Khouribga (C) | 43  | 30 | 10 | 12 | 7  | 32 | 26 | +6   |
| 7    | Wydad de Casablanca        | 42  | 30 | 10 | 12 | 8  | 28 | 23 | +5   |
| 8    | Moghreb de Tétouan         | 42  | 30 | 10 | 14 | 8  | 29 | 19 | +10  |
| 9    | Jeunesse El Massira        | 38  | 30 | 8  | 12 | 8  | 27 | 28 | -1   |
| 10   | Olympique de Safi          | 36  | 30 | 8  | 11 | 10 | 31 | 31 | 0    |
| 11   | Maghreb de Fès             | 36  | 30 | 9  | 9  | 12 | 27 | 30 | -3   |
| 12   | Kawkab de Marrakech        | 33  | 30 | 6  | 15 | 9  | 23 | 31 | -8   |
| 13   | KAC de Kénitra (P)         | 31  | 30 | 6  | 13 | 11 | 19 | 33 | -14  |
| 14   | Mouloudia d'Oujda          | 31  | 30 | 8  | 7  | 15 | 29 | 47 | -18  |
| 15   | FUS de Rabat (P)           | 26  | 30 | 4  | 14 | 12 | 23 | 30 | -7   |
| 16   | CODM de Meknès             | 24  | 30 | 3  | 15 | 12 | 24 | 40 | -16  |

- Champion et Vice-champion

- Finaliste de la Coupe du Trône

- Troisième, Quatrième et Finaliste de la Ligue des champions arabe

- Relégué

- Abréviations

T : Tenant du titre

V : Vice-champion 2006-2007

CdT : Vainqueur de la Coupe du Trône de football 2006-2007

P : Promus de GNF 2 2006-2007

### Parcours en coupe du Trône
La coupe du trône 2007-2008 est la 52e édition de la coupe du Trône, une compétition à élimination directe mettant aux prises les clubs de football amateurs et professionnels à travers le Maroc. Elle est organisée par la FRMF.
Les FAR de Rabat comme tous les clubs marocains de première division entament la coupe du Trône de football en seizième de finale. Ils se déplacent chez le voisin de Témara situé dans la même région de Rabat et affrontent l'Union sportive Témara. Ce match a lieu dans le Stade Municipal de Témara qui se termine sur le score d'un but à zéro grâce à un pénalty marqué dans les prolongations par Abderrahmane Mssassi dans la 103e minute.
Au tour suivant, l'AS FAR affronte dans le cadre des huitièmes de finale, l'AS Salé ville ennemie de Rabat, ce match se joue au stade Boubker Ammar à Salé et se termine par une victoire des militaires sur le score d'un but à zéro grâce à une réalisation de Omar Bendriss dans la 84e minute. Ce match représente également un derby appeler le derby du Bouregreg en référence à la république du Bouregreg qui fut une république corsaire localisée à Rabat et Salé et au fleuve du Bouregreg qui sépare les deux villes.

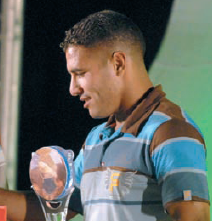
Jawad Ouaddouch, unique buteur lors de la finale contre le Maghreb de Fès.

En quart de finale, les FAR de Rabat se déplacent à Kénitra pour affronter le KAC de Kénitra. Après deux mi-temps de jeu, les prolongations commencent, mais sur score nul et vierge à la fin des prolongations, les militaires s'imposent 11-10 dans la séance de tirs au but et se qualifient pour les demi-finales de la coupe.
Lors du tour suivant, l'AS FAR affronte l'olympique de Khouribga à Marrakech au Stade El Harti et réussit à atteindre la finale en gagnant le club phosphatier par un but à zéro grâce à une réalisation signé par Mustapha Allaoui en deuxième mi-temps à la 55e minute. Bien après ceux but, les chevaliers de Khouribga ont tenté des offensives et plusieurs contre-attaques mais la défense militaire ne s'est pas pliée et a résisté aux nombreuses offensives de l'équipe adverse,.
La finale aura lieu le 26 juillet 2008 à Rabat au Complexe Sportif Moulay Abdallah, les militaires reçoivent donc le Maghreb de Fès. En cas de victoire pour les FAR de Rabat, les militaires remporteraient la coupe du Trône deux fois d'affilée et pour la dixième fois de leur histoire tandis qu'une victoire du MAS lui soulagerait le cœur puisqu'il est atteint d'une malédiction car sur ces huit finales jouées depuis 2002, seulement deux furent gagnées. De plus en cas de victoire, ce sera le troisième titre du Maghreb de Fès depuis la dernière remportée lors de la saison 1987-1988 de la coupe du Trône. Le Maghreb de Fès et les FAR de Rabat se sont affrontés à deux reprises en finale de la coupe du trône lors des saisons 1970/71 et 1987/88 de la coupe du Trône. La première a été remportée par les FAR de Rabat après un score nul et vierge et une séance de tirs au but sur le score de 8-7 alors que la seconde a été remporté par le Maghreb de Fès après également une séance de tirs au but sur le score de 4-2. Le Maghreb de Fès s'est qualifié en éliminant le Moghreb de Tétouan sur le score de deux buts à un.
La rencontre opposant les deux équipes est très serrés et aucune des deux formations n'a réussi à marquer à la mi-temps. Même après le coup de sifflet de la seconde mi-temps, ni les militaires et ni les fassis n'ont réussi à inscrire le moindre but. Dans les premières minutes des prolongations, après plusieurs occasions, le joueur Jawad Ouaddouch désigné meilleur buteur du GNF 1 de la saison 2006-2007 marque à la 95e minute le but de la victoire après un corner. Le Maghreb de Fès ne réussira pas à égaliser et perdront encore une autre finale.
| Dates            | Journées | Adversaires    | Lieux des rencontres | Scores    | Buts FAR | Références |
| ---------------- | -------- | -------------- | -------------------- | --------- | -------- | ---------- |
| 16 décembre 1962 | 5e tour  | S Guillotville | ??                   | 3-3 (a.p) | ??       | [ 84 ]     |

### Parcours en Ligue des Champions de la CAF
La Ligue des champions de la CAF 2008 est la 43e édition de la plus importante compétition africaine de clubs mettant aux prises les meilleurs clubs de football du continent africain. Il s'agit également de la 12e édition sous la dénomination Ligue des champions. Les clubs marocains qualifiés dans cette compétition sont les deux premiers du championnat du Maroc de football 2006-2007 soit l'Olympique de Khouribga et les FAR de Rabat.
L'AS FAR entame la compétition dès le premier tour et boue son premier match le 16 février 2008 à Rabat au Complexe Moulay Abdallah contre le Sporting Clube da Praia. Dès la 33e minute, Abderazzak Lemnasfi ouvre le score par penalty, quelques minutes plus tard Mehdi El Bassel lui aussi inscrit un but lors d'un cafouillage. Puis dans les dernières minutes de la première mi temps, Mustapha Allaoui marque le dernier but de la rencontre d'une tête lors d'un coup de pied arrêté. Après cette victoire, les FAR de Rabat confiant sur l'écart du score pensent pouvoir passer au second tour,.
Mais lors du match retour les opposant au Cap-Vert dans l'Estádio da Várzea, le Sporting Clube da Praia écrase les FAR de Rabat sur le score de trois buts à zéro. C'est Jwaw Tegana qui ouvre le score à la 11e minute avant que son coéquipier Lovandeur Mandouza ne le suive et inscrit le second de la rencontre. Les militaires sont menés 2-0 à la mi-temps et ne doivent surtout pas prendre de but. Mais vers les dernières minutes, Jwaw Tegana ayant marqué le tout premier but a ainsi marqué son second but de la rencontre lors de la 85e minute. À la suite de cette victoire dans le but de départager les militaires et les cap-verdien qui en comptant les deux matchs sont a égalités. Une séance de pénalty a lieu où les FAR de Rabat s'inclinent sur le score de 5-4,.
| Dates           | Journées          | Adversaires             | Lieux des rencontres             | Scores | Buts FAR |
| --------------- | ----------------- | ----------------------- | -------------------------------- | ------ | -------- |
| 16 février 2008 | 1er tour - Aller  | Sporting Clube da Praia | Complexe Moulay Abdallah (Rabat) | 3-0    | ??       |
| 1er mars 2008   | 1er tour - Retour | Sporting Clube da Praia | Estádio da Várzea (Praia)        | 3-0    | -        |

### Issue de la saison
À l'issue de la saison, les FAR de Rabat remportent pour la douzième fois de l'histoire le championnat du Maroc, et assurent également le doublé en remportant la coupe du Trône pour la dixième fois de l'histoire du club. Tandis qu'en compétition africaine, le club va raté complètement cette saison en Ligue des champions de la CAF en se faisant éliminer dès le premier tour.
En championnat, le club militaire termine 1er avec quatorze victoires, 11 maths nuls et cinq défaites sur les trente matchs joués. En coupe, les FAR terminent vainqueur en jouant cinq matchs. Sur les cinq matchs joués, les militaires en remportent quatre et font un match nul lors des quarts de finale face au KAC de Kénitra, match qui sera remporté aux tirs au but. Mais en compétition africaine, les FAR ne joueront seulement deux matchs au premier tour soit un match aller et un match retour. Malgré une victoire sur le score de 3-0 à l'aller, cela n’empêchera pas l'élimination lors du match retour.
Avec un total de trente matchs joués, quatorze victoires, onze nuls et cinq défaites en championnat et avec un total de cinq matchs joués en coupe, soit quatre victoires et un nul plus deux matchs en compétition africaine avec un match gagné et perdu, les FAR ont joué au total pendant cette saison 37 matchs avec un bilan de 19 victoires, 12 nuls et 6 défaites.
| Compétition                   | Classement final | M.J. | G. | N. | P. |
| ----------------------------- | ---------------- | ---- | -- | -- | -- |
| GNF 1                         | 1er / 16         | 30   | 14 | 11 | 5  |
| Coupe du Trône                | Vainqueur        | 5    | 4  | 1  | 0  |
| Ligue des champions de la CAF | 1er tour         | 2    | 1  | 0  | 1  |

## Effectif total

### Comité de direction
Lors de cette saison, le président du club est le général Hosni Benslimane, il est l'un des hommes les plus hauts gradés du Maroc. Il a également été nommé en 1994 président de la commission provisoire chargée de la gestion du football marocain. Il fut aussi élu en 1996 président de la Fédération royale marocaine de football. Il présente sa démission de ce poste le 16 avril 2009 à la suite de plusieurs défaites successives, il cède sa place à un comité provisoire qui donna naissance à un nouveau staff géré par Ali Fassi Fihri. Hosni Benslimane est également connu pour avoir été le gardien des FAR de Rabat entre 1958 et 1961.
Le président délégué est le général de division Noureddine El-Kanabi, et le vice-président est Mohamed Mofid. Le responsable du centre sportif de Maâmora se situant à Salé est Abdelmajid Belhaj. Le secrétaire général est El Habib Laâzizi tandis que le trésorier, celui qui s'occupe en autres des finances, est Abdelghani Zouine.
L’équipe dirigeante est gérée entre autres par 6 personnes, chacun ayant ses fonctions bien que le président soit Hosni Benslimane, on peut dire que Noureddine El-Kanabi l'est également en qualité de président délégué.

### Effectif professionnel
| N° | Nom                           | Poste     | Date de naissance | Buts cette saison |
| 12 | Tarik El Jarmouni (Capitaine) | Gardien   | 30 décembre 1977  | 0                 |
| 16 | Khalid Askari                 | Gardien   | 20 mars 1981      | 0                 |
| 22 | Youssef Boutarbouch           | Gardien   | 10 février 1981   | 0                 |
| 2  | Mourad Fellah                 | Défenseur | 8 juin 1978       | 0                 |
| 6  | Imad Omari                    | Défenseur | 20 février 1982   | 0                 |
| 13 | El Mahdi Kharmaj              | Défenseur | 3 juillet 1983    | 0                 |
| 15 | Adil Sarraj                   | Défenseur | 26 août 1979      | 0                 |
| 18 | Noureddine Kacemi             | Défenseur | 17 octobre 1977   | 1                 |
| 19 | Omar Bendriss                 | Défenseur | 25 mai 1984       | 4                 |
| 27 | Atik Chihab                   | Défenseur | 25 mai 1982       | 0                 |
|    | Mohssen Alkhiati              | Défenseur | 1984              | 0                 |
|    | Fayçal Daif                   | Défenseur | 1985              | 0                 |
| 4  | Mohammed El Mrini             | Milieu    | 31 juillet 1978   | 0                 |
| 5  | Abderrahmane Mssassi          | Milieu    | 24 mars 1985      | 4                 |
| 11 | Issam Erraki                  | Milieu    | 1er mai 1981      | 3                 |
| 14 | Youssef El Basri              | Milieu    | 13 mars 1983      | 0                 |
| 20 | Hamid Nater                   | Milieu    | 30 décembre 1980  | 0                 |
| 23 | Mohamed Amine Kabli           | Milieu    | 21 septembre 1980 | 1                 |
| 25 | Yassine Naâoum                | Milieu    | 22 août 1984      | 1                 |
| 26 | Mehdi Azim                    | Milieu    | 22 novembre 1987  | 0                 |
| 7  | Youssef Kaddioui Idrissi      | Attaquant | 28 septembre 1984 | 1                 |
| 9  | Tarik Merzouk                 | Attaquant | 13 février 1982   | 0                 |
| 10 | Abderrazak El Mnasfi          | Attaquant | 5 mars 1982       | 14                |
| 17 | El Mehdi El Bassil            | Attaquant | 14 décembre 1987  | 3                 |
| 21 | Mustapha Allaoui              | Attaquant | 30 mai 1983       | 4                 |
| 24 | Jawad Ouaddouch               | Attaquant | 4 octobre 1981    | 9                 |
| 29 | Jawad Akadar                  | Attaquant | 9 septembre 1984  | 6                 |

|  | Joueurs internationaux et joueurs de l'équipe nationale des locaux |
|  | Joueurs de l'équipe nationale des locaux                           |

### Joueurs en sélection nationale
L'équipe des FAR de Rabat est très spéciale puisqu'il s'agit d'un club composé que de marocains et aucun joueur étranger n'a jamais joué dans ce club. Ce club est considéré comme une équipe militaire et à l'époque, c'était de vrai militaire qui y joué. Dans cette saison, sept joueurs ont été appelés à jouer avec le club en 2007. Six d'entre eux n'ont joué que dans l'équipe locale engageant que des joueurs évoluant dans le championnat national. Seul Tarik El Jarmouni disputa un match avec l'équipe première et non l'équipe local lors du match face au Sénégal remporté sur le score de trois buts à zéro. Cette rencontre s'était déroulé à Créteil en France. Le gardien de but des militaires participa lors de l'année 2007 à cinq rencontres au total dont celle face au Sénégal. Les quatre autres rencontres avaient eu lieu avant le début de la saison 207-2008 soit en fin de saison 2006-2007. Ils ne sont donc pas comptabilisés. Jawad Ouaddouch participa à l'un de ses quatre matchs en compagnie de son coéquipier El Jarmouni lors du match face au Zimbabwe qui se termine sur un nul par 1-1.
Les autres joueurs ayant disputé un match avec l'équipe local sont sans compter Tarik El Jarmouni, les défenseurs Mourad Fellah et Adil Sarraj, les milieux Abderrahmane Mssassi et Issam Erraki ainsi que les attaquants Jawad Ouaddouch et Youssef Kaddioui Idrissi.
Aucun joueur de l'équipe ne participera au qualifications et à la coupe d'Afrique des nations 2008 bien que lors de l'édition précédant en 2006 en Égypte, Tarik El Jarmouni participa à tous les matchs en tant que titulaire indiscutable. De plus lors de cette compétition, le gardien de but actuelle des FAR réalisa une excellente prestations.

## Aspects socio-économiques

### Résultats financiers
Les résultats financiers du club viennent en partie de la vente des billets dans les stades mais aussi grâce aux compétitions remportés où une prime monétaire est donné au vainqueur.

## Source

### Annexe
Notes
1. ↑  Le match opposant les FAR à la jeunesse sportive El Massira devaient avoir lieu en novembre mais a été déplacé jusqu’au 12 décembre 2007.
2. ↑  Le match opposant les FAR au Raja de Casablanca devaient avoir lieu en mars mais a été déplacé jusqu’au 9 avril 2008.

Références
1. 1 2 3 4 5  « Mustapha Madih : «Je suis pour un entraîneur marocain du Onze national» », sur Aujourd'hui.ma (consulté le 14 décembre 2012)
2. 1 2 3  « Les clubs marocains renforcent leurs équipes », sur Bladi.net (consulté le 14 décembre 2012)
3. 1 2 3  « Saison 2007-2008 des FAR de Rabat », sur footballdatabase.eu (consulté le 14 décembre 2011)
4. ↑  « Transfert : Les dernières nouvelles », sur Mountakhab.net (consulté le 14 décembre 2012)
5. ↑  « Le club bulgare du Levsky achète Rabeh, Boussoufa brille en Super Coupe de Belgique », sur Magharebia.com (consulté le 14 décembre 2012)
6. ↑  « Le sort de Mourad Fellah très bientôt décidé », sur Wydadnews.com (consulté le 15 décembre 2012)
7. 1 2  « FAR - FUS », sur footballdatabase.eu (consulté le 10 décembre 2011)
8. 1 2  « Résultats du championnat du Maroc en septembre 2007 (2007-2008) », sur Goalzz.com (consulté le 8 décembre 2012)
9. ↑  « Sport : Championnat GNFE-1 (1ère journée): FAR - FUS 1-0 », sur Actualité du Maroc.com (consulté le 8 décembre 2012)
10. 1 2  « Classement : Journée 1 », sur les sports info (consulté le 8 décembre 2012)
11. ↑  José Batalha, « Morocco 2006/2007 », rsssf.com (consulté le 8 décembre 2012)
12. ↑  « DHJ - FAR », sur footballdatabase.eu (consulté le 10 décembre 2011)
13. ↑  « Classement : Journée 2 », sur les sports info (consulté le 8 décembre 2012)
14. ↑  « FAR - KACM », sur footballdatabase.eu (consulté le 6 décembre 2012)
15. 1 2 3  « Résultats du championnat du Maroc en octobre 2007 (2007-2008) », sur Goalzz.com (consulté le 8 décembre 2012)
16. ↑  « Classement : Journée 3 », sur les sports info (consulté le 8 décembre 2012)
17. 1 2  « CODM - FAR », sur footballdatabase.eu (consulté le 7 décembre 2012)
18. ↑  « Classement : Journée 4 », sur les sports info (consulté le 8 décembre 2012)
19. ↑  « FAR - MCO », sur footballdatabase.eu (consulté le 7 décembre 2012)
20. 1 2  « Classement : Journée 5 », sur les sports info (consulté le 8 décembre 2012)
21. 1 2  « Africatime : Raja - FAR », sur Africatime.com (consulté le 8 décembre 2012)
22. ↑  « SOPORT », sur Maghress.com (consulté le 7 décembre 2012)
23. ↑  « Résultats des demi-finales de la coupe du Trône 2006-2007 », sur Goalzz.com (consulté le 8 décembre 2012)
24. ↑  « Résultats des quarts de finale de la coupe du Trône 2006-2007 », sur Goalzz.com (consulté le 8 décembre 2012)
25. ↑  « FAR et Chabab Mohammedia intouchables », sur Maghress.com (consulté le 9 décembre 2012)
26. ↑  « RCA - FAR », sur footballdatabase.eu (consulté le 7 décembre 2012)
27. 1 2  « Résultats du championnat du Maroc en novembre 2007 (2007-2008) », sur Goalzz.com (consulté le 8 décembre 2012)
28. ↑  « FAR - MAT », sur footballdatabase.eu (consulté le 8 décembre 2012)
29. 1 2 3 4 5  « Résultats du championnat du Maroc en décembre 2007 (2007-2008) », sur Goalzz.com (consulté le 8 décembre 2012)
30. ↑  « FAR - IZK », sur footballdatabase.eu (consulté le 8 décembre 2012)
31. ↑  « Calendrier de la saison 2007-2008 », sur footballdatabase.eu (consulté le 8 décembre 2012)
32. ↑  « OCS - FAR », sur footballdatabase.eu (consulté le 9 décembre 2012)
33. ↑  « JSM - FAR », sur footballdatabase.eu (consulté le 9 décembre 2012)
34. ↑  « Classement : Journée 10 », sur les sports info (consulté le 9 décembre 2012)
35. ↑  « OCK - FAR », sur footballdatabase.eu (consulté le 11 décembre 2012)
36. ↑  « Classement : Journée 11 », sur les sports info (consulté le 11 décembre 2012)
37. ↑  « FAR - MAS », sur footballdatabase.eu (consulté le 11 décembre 2012)
38. 1 2 3 4  « Résultats du championnat du Maroc en janvier 2008 (2007-2008) », sur Goalzz.com (consulté le 12 décembre 2012)
39. ↑  « WAC - FAR », sur footballdatabase.eu (consulté le 11 décembre 2012)
40. ↑  « Classement : Journée 13 », sur les sports info (consulté le 11 décembre 2012)
41. ↑  « FAR - KAC » (consulté le 12 décembre 2012)
42. 1 2  « Classement : Journée 14 » (consulté le 11 décembre 2012)
43. ↑  « HUSA - FAR », sur footballdatabase.eu (consulté le 12 décembre 2012)
44. 1 2 3  « Classement : Journée 15 » (consulté le 11 décembre 2012)
45. ↑  « FUS - FAR », sur footballdatabase.eu (consulté le 13 décembre 2012)
46. ↑  « FAR - DHJ », sur footballdatabase.eu (consulté le 13 décembre 2012)
47. 1 2 3 4  « Résultats du championnat du Maroc en février 2008 (2007-2008) », sur Goalzz.com (consulté le 14 décembre 2012)
48. ↑  « KACM - FAR », sur footballdatabase.eu (consulté le 13 décembre 2012)
49. ↑  « FAR - CODM », sur footballdatabase.eu (consulté le 13 décembre 2012)
50. ↑  « MCO - FAR », sur footballdatabase.eu (consulté le 13 décembre 2012)
51. 1 2 3  « Résultats du championnat du Maroc en mars 2008 (2007-2008) », sur Goalzz.com (consulté le 15 décembre 2012)
52. ↑  « MAT - FAR », sur footballdatabase.eu (consulté le 13 décembre 2012)
53. ↑  « FAR - JSM », sur footballdatabase.eu (consulté le 13 décembre 2012)
54. ↑  « IZK - FAR », sur footballdatabase.eu (consulté le 13 décembre 2012)
55. 1 2  « Classement : Journée 24 » (consulté le 15 décembre 2012)
56. ↑  « WAC - RCA », sur footballdatabase.eu (consulté le 13 décembre 2012)
57. 1 2 3 4  « Résultats du championnat du Maroc en avril 2008 (2007-2008) », sur Goalzz.com (consulté le 15 décembre 2012)
58. ↑  « FAR - RCA », sur footballdatabase.eu (consulté le 13 décembre 2012)
59. ↑  « Sport : Championnat: Les FAR Rabat font match nul contre le Raja Casablanca », sur Actualité du Maroc.com (consulté le 18 décembre 2012)
60. ↑  « FAR - OCS », sur footballdatabase.eu (consulté le 16 décembre 2012)
61. ↑  « Sport : Championnat GNFE1: les FAR butent sut l'OCS, l'IZK fait sensation », sur Actualité du Maroc.com (consulté le 18 décembre 2012)
62. 1 2  « Classement : Journée 25 », sur les sports info (consulté le 16 décembre 2012)
63. ↑  « Feuille de Match : FAR - OCK », sur Mountakhab.net (consulté le 16 décembre 2012)
64. ↑  « FAR - OCK », sur footballdatabase.eu (consulté le 16 décembre 2012)
65. ↑  « Classement : Journée 26 », sur les sports info (consulté le 16 décembre 2012)
66. ↑  « MAS - FAR », sur footballdatabase.eu (consulté le 16 décembre 2012)
67. ↑  « Feuille de Match : MAS - FAR », sur Mountakhab.net (consulté le 16 décembre 2012)
68. 1 2  « Classement : Journée 27 », sur les sports info (consulté le 16 décembre 2012)
69. ↑  « FAR - WAC », sur footballdatabase.eu (consulté le 16 décembre 2012)
70. ↑  « Feuille de Match : FAR - WAC », sur Mountakhab.net (consulté le 16 décembre 2012)
71. 1 2 3  « Résultats du championnat du Maroc en juin 2008 (2007-2008) », sur Goalzz.com (consulté le 16 décembre 2012)
72. ↑  « Liste des rencontres opposant les FAR de Rabat au Wydad de Casablanca en championnat », sur Wydad.com (consulté le 16 décembre 2012)
73. ↑  « KAC - FAR », sur footballdatabase.eu (consulté le 17 décembre 2012)
74. ↑  « Feuille de Match : KAC - FAR », sur Mountakhab.net (consulté le 17 décembre 2012)
75. 1 2  « Classement : Journée 29 », sur les sports info (consulté le 17 décembre 2012)
76. ↑  « FAR - HUSA », sur footballdatabase.eu (consulté le 17 décembre 2012)
77. ↑  « Feuille de Match : FAR - HUSA », sur Mountakhab.net (consulté le 17 décembre 2012)
78. 1 2  « Liste des champions du championnat marocain », sur Goalzz.com (consulté le 18 décembre 2012)
79. 1 2  « Classement : Journée 30 », sur les sports info (consulté le 26 décembre 2012)
80. 1 2 3 4 5 6  « Résultats de la coupe du Trône 2007-2008 », sur Goalzz.com (consulté le 18 décembre 2012)
81. ↑  « FAR-MAS : Une finale à couper le souffle », sur Maghress.com (consulté le 9 décembre 2012)
82. ↑  « Le MAS et les FAR en finale de la coupe du Trône », sur Mountakhab.net (consulté le 12 décembre 2012)
83. ↑  « Maroc, finales de la Coupe du Trône 2007-2008 », sur Maghrebinfo.com (consulté le 12 décembre 2012)
84. ↑  Résultat du 5e tour de la Coupe d'Algérie de football 1962-1963 dans Naïm Adnan, 40 ans de football, page 70.
85. ↑  « FAR - Sporting Praia », sur footballdatabase.eu (consulté le 7 décembre 2012)
86. 1 2 3 4  « Premier tour de la ligue des champions de la CAF 2008 », sur Goalzz.com (consulté le 18 décembre 2012)
87. ↑  « Sporting Praia - FAR », sur footballdatabase.eu (consulté le 20 novembre 2011)
88. ↑  « Liste des vainqueurs de la coupe du Trône », sur Goalzz.com (consulté le 18 décembre 2012)
89. ↑  Les fans de football du Maroc applaudissent le départ du président de la fédération, consulté le 10 décembre 2011